# Asian Rugby Championship 1992
El Asian Rugby Championship  de 1992 fue la 13.ª edición del principal torneo asiático de rugby.

## Desarrollo

### Grupo A
| Pos. | Equipo    | Encuentros | Encuentros | Encuentros | Encuentros | Tantos  | Tantos    | Tantos     | Puntos Totales |
| Pos. | Equipo    | jugados    | ganados    | empatados  | perdidos   | a favor | en contra | diferencia | Puntos Totales |
| ---- | --------- | ---------- | ---------- | ---------- | ---------- | ------- | --------- | ---------- | -------------- |
| 1    | Japón     | 3          | 3          | 0          | 0          | 225     | 12        | 213        | 6              |
| 2    | Taiwán    | 3          | 2          | 0          | 1          | 97      | 35        | 62         | 4              |
| 3    | Sri Lanka | 3          | 1          | 0          | 2          | 27      | 124       | - 97       | 2              |
| 4    | Singapur  | 3          | 0          | 0          | 3          | 13      | 191       | - 178      | 0              |

| 20 de septiembre | Japón | 120 - 3 | Singapur |  |  |

| 20 de septiembre | Taiwán | 35 - 9 | Sri Lanka |  |  |

| 22 de septiembre | Japón | 89 - 3 | Sri Lanka |  |  |

| 22 de septiembre | Singapur | 10 - 56 | Taiwán |  |  |

| 24 de septiembre | Japón | 16 - 6 | Taiwán |  |  |

| 24 de septiembre | Sri Lanka | 15 - 0 | Singapur |  |  |

### Grupo B
| Pos. | Equipo        | Encuentros | Encuentros | Encuentros | Encuentros | Tantos  | Tantos    | Tantos     | Puntos Totales |
| Pos. | Equipo        | jugados    | ganados    | empatados  | perdidos   | a favor | en contra | diferencia | Puntos Totales |
| ---- | ------------- | ---------- | ---------- | ---------- | ---------- | ------- | --------- | ---------- | -------------- |
| 1    | Hong Kong     | 3          | 3          | 0          | 0          | 147     | 29        | 118        | 6              |
| 2    | Corea del Sur | 3          | 2          | 0          | 1          | 245     | 32        | 213        | 4              |
| 3    | Tailandia     | 3          | 1          | 0          | 2          | 75      | 154       | - 79       | 2              |
| 4    | Malasia       | 3          | 0          | 0          | 3          | 12      | 264       | - 252      | 0              |

Nota: Se otorgan 2 puntos al equipo que gane un partido, 1 al que empate y 0 al que pierda
| 20 de septiembre | Corea del Sur | 135 - 3 | Malasia |  |  |

| 20 de septiembre | Hong Kong | 51 - 13 | Tailandia |  |  |

| 22 de septiembre | Corea del Sur | 97 - 9 | Tailandia |  |  |

| 22 de septiembre | Hong Kong | 76 - 3 | Malasia |  |  |

| 24 de septiembre | Tailandia | 53 - 6 | Malasia |  |  |

| 24 de septiembre | Hong Kong | 20 - 13 | Corea del Sur |  |  |

### Definición 3° puesto
| 26 de septiembre | Corea del Sur | 59 - 17 | Taiwán |  |  |

### Final
| 26 de septiembre | Hong Kong | 9 - 37 | Japón |  |  |

| Bandera de Japón |
| Campeón Japón    |
| Noveno título    |